# Jacksonville Veterans Memorial Arena
El Jacksonville Veterans Memorial Arena, conocido popularmente como The Vet, es un pabellón multiusos situado en Jacksonville, Florida. Fue inaugurado en 2003 reemplazando al viejo Jacksonville Coliseum. Tiene en la actualidad una capacidad para 14 091 espectadores para el baloncesto y 13 141 para el hockey sobre hielo. En la actualidad es la cancha donde disputa sus partidos los Jacksonville Sharks de la Arena Football League.

## Historia
Tras la aprobación de un plan de mejoras para la ciudad de Jacksonville, una de las infraestructiras que surgieron de aquello fue el Jacksonville Veterans Memorial Arena, que vino a reemplazar al viejo Jacksonville Veterans Memorial Coliseum, con 41 años a sus espaldas, y que fue demolido el mismo año de la inauguración del nuevo, en 2003. Tuvo un coste de 130 millones de dólares.

## Eventos
El primer concierto que se ofreció en la instalación fue el de Elton John en noviembre de 2003. Además, se han jugado diferentes fases regionales del Torneo de la NCAA en 2006, 2010 y 2015. Fue la sede además de la primera ronda de la Copa Davis 2013 entre los equipos de USA yBrasil.
A lo largo de su historia ha albergado innumerables conciertos de los grupos más importantes de la música actual. El artista que más veces ha actuado en el recinto han sido la Trans-Siberian Orchestra, en nueve ocasiones, seguido de la pareja formada por Garth Brooks y Trisha Yearwood, y Kenny Chesney con seis.